# دنيس نوفيكوف
دنيس نوفيكوف (بالإنجليزية: Dennis Novikov) مواليد 6 نوفمبر 1993 في موسكو، هو لاعب كرة مضرب أمريكي بدأ مسيرته كمحترف سنة 2013 يلعب باليد اليمنى ويحتل حالياً المرتبة رقم. 150 (1 فبراير 2016) في تصنيف رابطة محترفي كرة المضرب. أعلى تصنيف له في الفردي كان المركز الـ 133 في سنة 2015. أعلى تصنيف له في الزوجي كان المركز الـ 162 في سنة 2015.

## روابط خارجية
- دنيس نوفيكوف على موقع رابطة محترفي التنس (الإنجليزية)
- دنيس نوفيكوف على موقع الاتحاد الدولي لكرة المضرب (الإنجليزية)
- دنيس نوفيكوف على موقع خلاصة التنس.كوم (الإنجليزية)
- دنيس نوفيكوف على موقع إي إس بي إن.كوم (الإنجليزية)